# Kiviõli
Kiviõli (ime doslovno znači "kameno ulje"; rus. Кивиыли) je industrijski grad u okrugu Ida-Virumaa, sjeveroistočna Estonija. Grad ima 7.000 (podatak iz 2005.) stanovnika i površinu od 11.75 km2. Najbitnije za industrijsku proizvodnju su nalazišta uljnoga škriljca. Grad je podijeljen na dva okruga: Küttejõu i Varinurme.
Naselje je osnovano 1922., a postaje gradom već 1946. godine. Oko polovice stanovništva su doseljenici iz sovjetske vladavine, uglavnom Rusi. U gradu je bio logor 279 Kiviyli za njemačke zatvorenike iz Drugog svjetskog rata
Najistaknutiji objekt grada su "planine od pepela" koje su nastale u vezi s industrijom škriljaca. Visoke su između 115 i 109 metara, te su najveći umjetni brežuljci u baltičkim zemljama.
Kiviõli je 3 puta (2008., 2009. i 2010.) bio domaćin estonskog Sidecarcross Grand Prix-a.

## Vanjske poveznice
- Kiviõli - službene stranice (na estonskom)